# Pacific Racing
Pacific a fost o echipă de Formula 1 care a concurat in campionatul mondial în sezoanele 1994 și 1995.

## Palmares în Formula 1
| Sezon | Piloți | Puncte | Loc clasament general |
| ----- | --- | ------ | --------------------- |
| 1995  | Bertrand Gachot (11 curse); Giovanni Lavaggi (4 curse); Jean-Denis Délétraz (2 curse) / Andrea Montermini | 0      | -                     |
| 1994  | Paul Belmondo / Bertrand Gachot                                                                           | 0      | -                     |